# 310 Маргарита
310 Маргарита (лат. 310 Margarita) је астероид главног астероидног појаса. Приближан пречник астероида је 32,75 km,
а средња удаљеност астероида од Сунца износи 2,761 астрономских јединица (АЈ).
Инклинација (нагиб) орбите у односу на раван еклиптике је 3,174 степени, а орбитални период износи 1675,793 дана (4,588 године). Ексцентрицитет орбите астероида износи 0,117.
Апсолутна магнитуда астероида износи 10,30 а геометријски албедо 0,125.
Астероид је откривен 16. маја 1891. године.